# 普吕耶
普吕耶（法語：Pruillé，法語發音：[pʁɥije] ⓘ）是法国曼恩-卢瓦尔省的一个旧市镇，原属于瑟格雷区。2016年1月1日，普吕耶和相邻的另外3个市镇合并为新市镇安茹地区隆格内（Longuenée-en-Anjou），新市镇属于昂热区。

## 地理
普吕耶（47°34'39"N, 0°39'45"W）面积12.68 平方千米，位于法国卢瓦尔河地区大区曼恩-卢瓦尔省，该省份为法国西部内陆省份，大致对应安茹地区，北起顺时针与马耶讷省、萨尔特省、安德尔-卢瓦尔省、维埃纳省、德塞夫勒省、旺代省、大西洋卢瓦尔省和伊勒-维莱讷省接壤。
与普吕耶接壤的市镇（或旧市镇、城区）包括：拉芒布罗勒-叙隆格内、弗讷、格雷-讷维尔、索当茹。
普吕耶的时区为UTC+01:00、UTC+02:00（夏令时）。

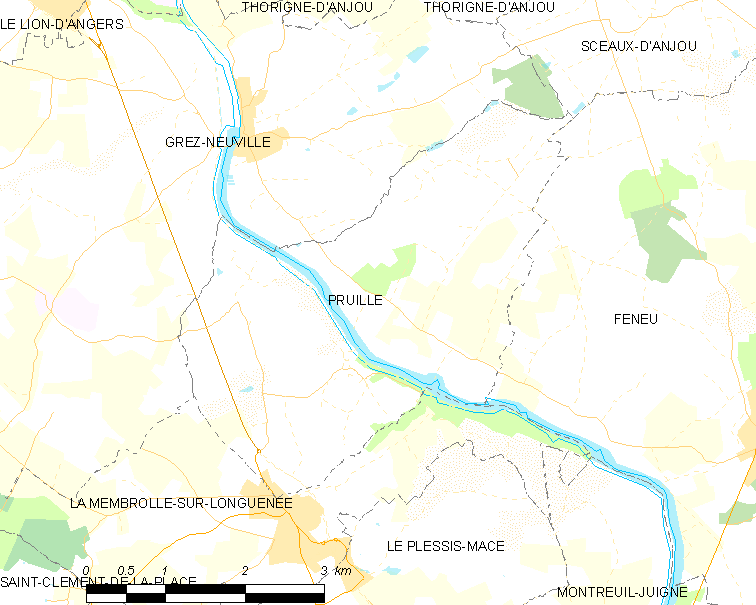
普吕耶的OSM定位图

## 行政
普吕耶的邮政编码为49220，INSEE市镇编码为49251。

## 政治
普吕耶所属的省级选区为蒂耶尔塞县。

## 人口

1962-2008年间普吕耶人口变化图示

普吕耶于2018年1月1日时的人口数量为719人。